# 15e Landingsflottielje
Het 15e Landingsflottielje (Duits: 15. Landungsflottille) was een operationele eenheid van de Duitse Kriegsmarine tijdens de Tweede Wereldoorlog. Zo’n flottielje was normaal uitgerust met onder andere 20 tot 30 stuks van de Marinefährprahm. 

## Geschiedenis

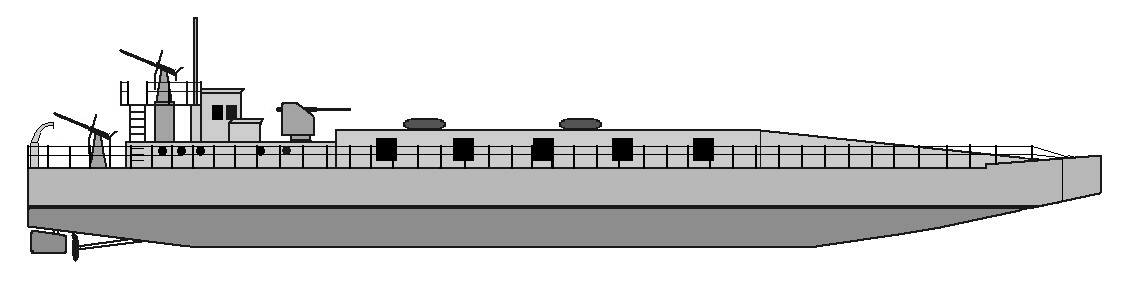
De standaarduitrusting: de Marinefährprahm

In juli 1943 werd het 6e Landingsflottielje verplaatst naar Piraeus en daar omgedoopt tot het 15e Landingsflottielje. Siebel-veerboten en infanterieboten, inclusief personeel van Luftwaffe-veerbootflottieljes, werden hier ingelijfd. Vanuit Piraeus werd het flottielje gebruikt voor bevoorradingsreizen naar de Egeïsche eilanden, naar Kreta en vooral naar Rhodos. Na de Italiaanse wapenstilstand werd het flottielje van 9 tot 23 september 1943 gebruikt voor transporten om Duitse eilandbemanningen te versterken of te vestigen op verschillende eilanden in de Egeïsche Zee. Op Rhodos was het verzet van de Italiaanse bezetting op 11 september gebroken. Op 13 september 1943 werden delen van het flottielje gebruikt om delen van de 1e Bergdivisie op de eilanden in de Ionische Zee te landen. De landingsvaartuigen moesten echter door de Italiaan vuur afwenden en pas zes dagen later was de landing op Kefalonia succesvol. Vanaf 24 augustus 1943 nam het flottielje deel aan de landing op Corfu, vanaf 3 oktober aan de landing op Kos. Na de overgave van de Brits-Italiaanse bezetting van Kos op 4 oktober werd het flottielje gebruikt voor verdere bevoorradingsreizen naar het eiland. In de nacht van 6 oktober 1943 zouden boten van flottielje Duitse troepen naar Kos brengen, maar werden geconfronteerd met Britse kruisers en torpedobootjagers en overhoop geschoten, met zware verliezen onder de ingescheepte troepen. Op 22 november 1943 werd deelgenomen aan de bezetting van Samos. Op 27 maart 1944 waren, naast allerlei andere vaartuigen, nog maar drie MFP’s operationeel. Verdere bevoorradingsreizen in de Egeïsche Zee volgden gedurende 1944. Van 23 tot 31 augustus 1944 nam het flottielje deel aan de evacuatie van de bemanning van Zakynthos, Karpathos en Kephalonia naar het vasteland. Vanaf 1 oktober 1944 werd het flottielje naar Thessaloniki  gestuurd om de Noord-Egeïsche eilanden te ontruimen. Op 31 oktober 1944 werden de laatste boten die naar Thessaloniki waren doorgebroken zelf tot zinken gebracht. De manschappen begonnen de mars over land. Het flottielje werd in november 1944 ontbonden maar de 6. Gruppe van het flottielje bleef nog in actie tot het einde van de oorlog.

### Einde
Het 15e Landingsflottielje werd opgeheven in november 1944 in Noord-Griekenland.

## Commandanten
| Rang                         | Naam                 | Begin        | Eind          |
| ---------------------------- | -------------------- | ------------ | ------------- |
| Kapitänleutnant              | Werner Breitenstein  | juli 1943    | januari 1944  |
| Korvettenkapitän der Reserve | Hans Richard Paschen | januari 1944 | maart 1944    |
| Korvettenkapitän der Reserve | Dr. Eckart Schröder  | maart 1944   | november 1944 |